# Risiocnemis siniae
Risiocnemis siniae är en trollsländeart som beskrevs av Hämäläinen 1991. Risiocnemis siniae ingår i släktet Risiocnemis och familjen flodflicksländor. Inga underarter finns listade i Catalogue of Life.